# In Process Dressing
In Process Dressing (IPD) ist ein Schleifverfahren, bei dem in bestimmten Zeitabständen ohne den Vorschub anzuhalten, also während des Schleifens, die Schleifscheibe abgerichtet wird. Es ist eine Variante des CD-Schleifens, das sich durch ein kontinuierliches Abrichten der Schleifscheibe auszeichnet.
Die während des Abrichtvorgangs entstehende Radiusverkleinerung muss von der CNC-Steuerung automatisch kompensiert werden. Die dabei entstehenden Markierungen auf dem Werkstück liegen ungefähr im Bereich von 0,01 mm und verschwinden durch ein folgendes Schlichten der Oberfläche. Somit eignet sich dieses Verfahren nur zum Schruppen, jedoch lässt sich die Wirkrautiefe der Scheibe entgegen dem CD-Verfahren optimal den Zerspanbedingungen anpassen.